# Rohatyn (huyện)
Huyện Rohatyn (tiếng Ukraina: Рогатинський район, chuyển tự: Rohatyns’kyi raion) là một huyện của tỉnh Ivano-Frankivsk thuộc Ukraina. Huyện Rohatyn có diện tích 815 kilômét vuông, dân số theo điều tra dân số ngày 5 tháng 12 năm 2001 là 51063 người với mật độ 63 người/km2. Trung tâm huyện nằm ở Rohatyn.